# Italó
Italó é um município da província de Córdova, na Argentina.